# Fusinus meteoris
Fusinus meteoris is een slakkensoort uit de familie van de Fasciolariidae. De wetenschappelijke naam van de soort is voor het eerst geldig gepubliceerd in 2000 door Gofas.